# Communauté d'agglomération Val Parisis
La communauté d'agglomération Val Parisis (CAVP) est une communauté d'agglomération française créée le 1er janvier 2016, située dans le département du Val-d'Oise et la région Île-de-France

## Historique
Dans le cadre de la mise en œuvre de la loi de modernisation de l'action publique territoriale et d'affirmation des métropoles (loi MAPAM) du 27 janvier 2014, qui prévoit la généralisation de l'intercommunalité à l'ensemble des communes et la création d'intercommunalités de taille importante, le préfet de la région d'Île-de-France approuve le 4 mars 2015 un schéma régional de coopération intercommunale qui prévoit notamment « l'extension du périmètre de la communauté d'agglomération Le Parisis aux communes de Frépillon, Saint-Leu-la-Forêt, Le Plessis-Bouchard, Ermont et Eaubonne ». 
Le préfet du Val-d'Oise prend en conséquence le 14 décembre 2015 un arrêté « portant fusion des communautés d'agglomération « Le Parisis » et « Val et Forêt » (à l'exception des communes de Montlignon et Saint-Prix qui rejoignent la Communauté d'agglomération Plaine Vallée), et extension de périmètre à la commune de Frépillon au 1er janvier 2016 ». Cette nouvelle intercommunalité regroupe donc : 
- La communauté d'agglomération « Le Parisis » (CALP), composée des communes de Beauchamp, Bessancourt, Cormeilles-en-Parisis, Franconville, Herblay, La Frette-sur-Seine, Montigny-lès-Cormeilles, Pierrelaye, Sannois et Taverny ;
- quatre des six communes de la communauté d'agglomération Val-et-Forêt (CAVF) : Eaubonne, Ermont, Le Plessis-Bouchard et Saint-Leu-la-Forêt
- la commune de Frépillon, antérieurement membre de la communauté de communes de la Vallée de l'Oise et des impressionnistes (CCVOI).

et prend la dénomination de communauté d'agglomération Val Parisis,.

## Territoire communautaire

### Chiffres clés
En 2020, Val Parisis représente: 
- 278 160 habitants (population totale INSEE 2020 recensement 2017)
- 15 communes
- 87 élus communautaires dont un président et 14 vice-présidents
- un territoire de 87 km2 comprenant 1 668 ha d'espaces boisés
- 32 lignes régulières de bus
- 5 lignes ferroviaires et 16 gares
- 21 200 sociétés et 63 000 emplois
- 2 autoroutes et la Francilienne

### Composition
La communauté d'agglomération est composée des 15 communes suivantes :

| Nom                     | Code Insee | Gentilé                      | Superficie (km2) | Population (dernière pop. légale) | Densité (hab./km2) |
| ----------------------- | ---------- | ---------------------------- | ---------------- | --------------------------------- | ------------------ |
| Beauchamp (siège)       | 95051      | Beauchampois                 | 3,02             | 9 506 (2022)                      | 3 148              |
| Bessancourt             | 95060      | Bessancourtois               | 6,39             | 8 521 (2022)                      | 1 333              |
| Cormeilles-en-Parisis   | 95176      | Cormeillais                  | 8,48             | 27 086 (2022)                     | 3 194              |
| Eaubonne                | 95203      | Eaubonnais                   | 4,42             | 25 934 (2022)                     | 5 867              |
| Ermont                  | 95219      | Ermontois                    | 4,16             | 29 189 (2022)                     | 7 017              |
| Franconville            | 95252      | Franconvillois               | 6,19             | 38 024 (2022)                     | 6 143              |
| Frépillon               | 95256      | Frépillonnais                | 3,35             | 3 327 (2022)                      | 993                |
| La Frette-sur-Seine     | 95257      | Frettois                     | 2,02             | 4 587 (2022)                      | 2 271              |
| Herblay-sur-Seine       | 95306      | Herblaysiens ou Herblaisiens | 12,74            | 31 818 (2022)                     | 2 497              |
| Montigny-lès-Cormeilles | 95424      | Ignymontains                 | 4,07             | 22 390 (2022)                     | 5 501              |
| Pierrelaye              | 95488      | Pierrelaysiens               | 9,21             | 10 230 (2022)                     | 1 111              |
| Le Plessis-Bouchard     | 95491      | Plessis-Buccardésiens        | 2,69             | 8 333 (2022)                      | 3 098              |
| Saint-Leu-la-Forêt      | 95563      | Saint-Loupiens               | 5,24             | 16 047 (2022)                     | 3 062              |
| Sannois                 | 95582      | Sannoisiens                  | 4,78             | 26 772 (2022)                     | 5 601              |
| Taverny                 | 95607      | Tabernaciens                 | 10,48            | 27 065 (2022)                     | 2 583              |

## Démographie
| 1968    | 1975    | 1982    | 1990    | 1999    | 2010    | 2015    | 2021    |
| ------- | ------- | ------- | ------- | ------- | ------- | ------- | ------- |
| 160 739 | 187 864 | 212 822 | 239 424 | 246 721 | 258 483 | 269 448 | 286 277 |

## Organisation

### Siège
Le siège de l'intercommunalité est à Beauchamp, 271 chaussée Jules César.

### Élus
La communauté d'agglomération est administrée par son Conseil communautaire, composé de 87 conseillers communautaires représentant chacune des 15 communes membres, répartis sensiblement en fonction de leur population, à raison de : 

- 11 sièges pour Franconville ;

- 9 pour Ermont, Herblay et Sannois ; 

- 8 pour Eaubonne et Taverny ;

- 7 pour Cormeilles-en-Parisis et Montigny-lès-Cormeilles ;

- 5 pour Saint-Leu-la-Forêt ;
 
- 3 pour Beauchamp, Pierrelaye et Le Plessis-Bouchard ;

- 2 pour Bessancourt et la Frette-sur-Seine ;

- 1 pour Frépillon.

Au terme des élections municipales de 2020 dans le Val-d'Oise, le conseil communautaire renouvelé a réélu le 9 juillet 2020 son président,  Yannick Boëdec, maire de Cormeilles-en-Parisis,  ainsi que ses 14 vice-présidents, qui sont : 
1. Xavier Melki, maire de Franconville, délégué aux finances :
2. Xavier Haquin, maire d'Ermont et conseiller départemental du Val-d'Oise, délégué à l'economie, à l'emploi et à la formation ;
3. Philippe Rouleau, maire d'Herblay-sur-Seine, vice-président du conseil départemental du Val d'Oise, délégué aux transports et aux mobilités douces ;
4. Florence Portelli, maire de Taverny, vice-présidente de la région Île-de-France,  déléguée à la Santé et à la Solidarité ;
5. Bernard Jamet, maire de Sannois, délégué à la sécurité ;
6. Jean-Christophe Poulet, maire de Bessancourt, délégué à l'environnement et au développement durable ;
7. Marie-José Beaulande, maire d'Eaubonne,  déléguée à la culture ;
8. Pascal Seigné,  maire-adjoint de Beauchamp, délégué au sport ;
9. Gérard lambert-Motte, maire du Plessis-Bouchard, conseiller départemental du Val d'Oise, délégué à l'aménagement et au tourisme ;
10. Sandra Billet, maire de Saint-Leu-la-Forêt, déléguée aux travaux et à l'assainissement ;
11. Jean-Noël Carpentier, maire de Montigny-lès-Cormeilles, délégué à la politique de la ville
12. Michel Vallade, maire de Pierrelaye, délégué au logement
13. Philippe Audebert, maire de La Frette-sur-Seine, délégué à la communication et à l'informatique
14. Bernard Tailly, maire-adjoint de Frépillon, délégué aux transferts de compétences et au réaménagement de la Plaine

Ainsi, chaque commune est représentée au sein du bureau communautaire par le président ou l'un des vice-présidents. Le bureau pour la mandature 2020-2026 comprend également 8 autres membres.

### Liste des présidents
| Période         | Période                     | Identité          | Étiquette | Qualité |
| --------------- | --------------------------- | ----------------- | --------- | --- |
| 11 janvier 2016 | En cours (au 12 avril 2021) | M. Yannick Boëdec | LR        | Maire de Cormeilles-en-Parisis (2008 → ) Conseiller départemental de Franconville (2015 → ) Président de l'ex-CA Le Parisis (2014 → 2015) Réélu pour le mandat 2020-2026 |

### Compétences
L'intercommunalité exerce les compétences qui lui ont été transférées par les communes membres, dans les conditions déterminées par le code général des collectivités territoriales. Il s'agit de : 
- développement économique : zones  d'activité ; actions  de  développement économique ; ;politique locale du commerce  et  soutien  aux  activités  commerciales  d'intérêt  communautaire  ;  promotion  du tourisme, dont la création d'offices de tourisme.; actions  en  faveur  de  l’emploi  et  de  la  formation (structuration  d’un  service  emploi intercommunal avec des relais de proximité dans les communes permettant un déploiement d’actions en faveur de l’emploi et de la formation équivalent sur l’ensemble du territoire) ;

- aménagement de l'espace : Schéma  de  cohérence  territoriale (SCoT)  et  schéma  de  secteur  ;  zones d'aménagement concerté (ZAC) d'intérêt communautaire ; organisation  de  la  mobilité

- équilibre social de l'habitat : programme  local  de  l'habitat (PLH)  ; politique  du  logement  d'intérêt  communautaire  ;  actions  et aides financières en faveur du logement social d'intérêt communautaire ; réserves foncières pour la mise en œuvre de la politique communautaire d'équilibre social de l'habitat ; action en   faveur   du   logement   des   personnes défavorisées ; amélioration du parc immobilier bâti d'intérêt communautaire.

- politique de la ville : diagnostic  du territoire  et  définition  des  orientations  du  contrat  de  ville  ; animation   et   coordination   des   dispositifs   contractuels   de   développement   urbain,   de développement local et d'insertion économique et sociale ainsi que des dispositifs locaux de prévention  de la délinquance,  notamment  en  matière  de  vidéo  protection;  programmes d'actions définis dans le contrat de ville.

- aires d'accueil des gens du voyage

- collecte et traitement des déchets des ménages et déchets assimilés

- gestion des milieux aquatiques et prévention des inondations  (GEMAPI) à  l’échelle  des  bassins versants du territoire communautaire,   oAménagement d’un bassin ou d’une fraction de bassin hydrographique entretien et aménagement d’un cours d’eau, navigable ou pas, canal, lac ou plan d’eau, y compris les accès hydrauliques ; défense contre les inondations ; protection  et  restauration  des  sites,  des  écosystèmes  aquatiques  et  des  zones humides ainsi que des formations boisées riveraines  ;

- Eau, assainissement et gestion des eaux pluviales urbaines ;

- voirie et parcs de stationnement d'intérêt communautaire ;
- action sociale d'intérêt communautaire ;
- protection et de mise en valeur de l'environnement et du cadre de vie :lutte contre la pollution de l'air, de l’eau et contre les nuisances sonores, soutien aux actions de maîtrise de la demande d'énergie
- équipements culturels et sportifs d'intérêt  communautaire : bibliothèques (élaboration et mise en œuvre, en partenariat avec les villes et dans le respect  des  spécificités,  de  la  politique  de  la  lecture  Publique)  ;  Musique  et  danse (facilitation  de l’accès à ces disciplines  / coordination  et  développement  des  pratiques communales et intercommunales s’y rapportant) ; Théâtre (renforcement du pôle théâtral dans sa vocation intercommunale) ;
- écologie et qualité de vie : lutte contre les graffitis  et les nuisances olfactives industrielles ; actions de sensibilisation et d’animation sur le thème du développement durable ; actions en faveur de l’entretien des espaces verts et du patrimoine arboré à vocation communautaire ; entretien et la gestion en vue de l’ouverture au public de ceux des bassins de retenue à vocation communautaire ;  parcs  et  massifs  forestiers  du  territoire  de l’agglomération  contribuant  à  une  ceinture  verte  dans  le  sud  du  département  du  Val-d’Oise (Buttes du Parisis, Bois de Boissy et des Aulnaies, coulées vertes  à  vocation intercommunale) ; participation à la gestion domaniale de la forêt de Montmorency, pour la partie située sur  le  périmètre  de l’EPCI,

- règlement local de publicité intercommunal ;
- réseaux de communication électroniques et actions en faveur du développement numérique ;
- éclairage  public
- Organiser   ou   accompagner   des   activités   culturelles et   sportives   à   dimension intercommunale et respectant le cadre défini par la communauté ;
- infrastructures de recharge des véhicules électriques ou hybrides rechargeables ;
- opérations d’aménagement: ayant  pour  objet  le  maintien, l’extension  et  l’accueil  d’activités  économiques  et  commerciales  dans  les  ZAE communautaires, en accord avec les communes concernées et en conformité avec le PLU en vigueur ;  participation  à  la  gouvernance  et  à  l'aménagement  des  pôles  gares  situés  sur  le territoire (Bessancourt, Cormeilles-en-Parisis, Ermont (Gare du Gros Noyer Saint Prix), Herblay, Montigny-Beauchamp, Pierrelaye, Sannoiset Taverny) ; création d’une nouvelle forêt sur la Plaine de Pierrelaye-Bessancourt,
- études de transport et d’infrastructures ;
- gares routières du territoire  (Cormeilles-en-Parisis,    Ermont-Eaubonne,    Herblay    et    Montigny-lès-Cormeilles);
- modes  doux :  itinéraires  cyclables  structurants définis au Plan Vélo;
- plan climat-air-énergie territorial (PCAET) et contribution à la transition énergétique..

### Régime fiscal et budget
La communauté d'agglomération est un établissement public de coopération intercommunale à fiscalité propre.
Afin de financer l'exercice de ses compétences, l'intercommunalité perçoit, comme toutes les communatés d'agglomération, la fiscalité professionnelle unique (FPU) – qui a succédé à la taxe professionnelle unique (TPU) – et assure une péréquation de ressources.
Elle collecte également la taxe d'enlèvement des ordures ménagères (TEOM), qui finance ce service public.
L'intercommunalité  ne reverse pas de dotation de solidarité communautaire (DSC) à ses communes membres.

## Projets et réalisations
Conformément aux dispositions légales, une communauté d'agglomération a pour objet d'associer « au sein d'un espace de solidarité, en vue d'élaborer et conduire ensemble un projet commun de développement urbain et d'aménagement de leur territoire ».
L'intercommunalité souhaite développer son tissu économique en développant les zones d'activité, qui sont au nombre de dix-neuf lors de sa création.
Elle prévoit également d'agir pour favoriser les transports en commun, avec la création de Cité Val, un service interne à l’agglomération avec deux lignes desservant des quartiers aujourd'hui mal desservis par le réseau actuel de bus, qui sera restructuré. Le prolongement de la ligne 2 du tramway d'Île-de-France vers le Parisis est souhaité, avec trois études de tracés qui devraient être lancées en  2016 : Pont de Bezons - Argenteuil, Pont de Bezons - Cormeilles et Pont de Bezons - Sartrouville.
Un troisième axe d'actions concerne la sécurité, avec un développement de la vidéosurveillance et le développement de polices municipales ou intercommunales.
Par ailleurs, la nouvelle intercommunalité a lancé un diagnostic de la situation médicale sur leur territoire afin de permettre aux élus de disposer de données chiffrées sur le nombre de médecins, généralistes et spécialistes, mais aussi d’identifier les problèmes d’accès aux soins des habitants ou les freins à l’installation de médecins libéraux.